# Крстајић
Крстајић је српскохрватско презиме. Значајни људи са овим презименом су:
- Даница Крстајић (1987), бивша црногорска тенисерка
- Младен Крстајић (рођен 1974), бивши српски фудбалер